# ديزة ليزوسكية
ديزة ليزوسكية (الاسم العلمي:Disa lisowskii) هي نوع من النباتات تتبع جنس الديزة من الفصيلة السحلبية.